# Wiktor Bojko
Wiktor Hryhorowycz Bojko (ros. Ви́ктор Григо́рьевич Бо́йко, ukr. Віктор Григорович Бойко, ur. 1931, zm. 21 lipca 2014) – radziecki i ukraiński polityk i działacz partyjny.

## Życiorys
Ukończył studia w Instytucie Górniczym w Krzywym Rogu, od 1954 należał do KPZR, od 1961 funkcjonariusz partyjny. W latach 1974–1976 I sekretarz Komitetu Miejskiego KPU w Dniepropietrowsku, między 1976 a 1978 II sekretarz Komitetu Obwodowego KPU w Dniepropetrowsku, od lutego 1979 do 11 marca 1983 przewodniczący Komitetu Wykonawczego Dniepropetrowskiej Rady Obwodowej. Od 4 lutego 1983 do 20 marca 1987 I sekretarz Komitetu Obwodowego KPU w Dniepropetrowsku, w latach 1987–1991 radca Ambasady ZSRR w Rumunii, w latach 1986–1990 członek KC KPZR. Deputowany do Rady Najwyższej ZSRR X i XI kadencji. Odznaczony Orderem Za Zasługi III klasy i Orderem „Znak Honoru”.